# Capnodinula
Capnodinula — рід грибів. Назва вперше опублікована 1963 року.

## Класифікація
До роду Capnodinula відносять 5 видів:
- Capnodinula annonae
- Capnodinula costesi
- Capnodinula costesii
- Capnodinula ramosella
- Capnodinula tonduzii